# Aiglun (Alpes Marítimos)
Aiglun é uma comuna francesa, situada no departamento de Alpes-Maritimes e na região de  Provence-Alpes-Côte d'Azur. Possui uma superfície de 15,4 km².

## Geografia
Origem dos solos: terrenos secundários (jurássico/cretácico)
O território da comuna faz parte da unidade geográfica dos Pré-Alpes de Grasse. Montanhosa, a comuna é atravessada de este para oeste pela ribeira Esteron, afluente do rio Var; ao norte da vila ela atinge uma profundidade de 200–400 m. A vila é protegida dos ventos dominantes pelo monte Saint Martin.

## História
"Aiglesunum" ou "Aigledunum" no século XIII, Aiglun foi unida às terras novas de Provença que deviam constituir o futuro condado de Nice em 1388. Uniu-se à França através de um tratado em 1760 A beleza de Aiglun inspirou Frédéric Mistral na obra Calendal. Possuía 344 habitantes em 1856. Possui no seu solo vestígios pré-históricos.

## Administração
| Período     | Nome            | Partido | Qualidade |
| ----------- | --------------- | ------- | --------- |
| 2001 - 2005 | Irène Montiglio | SE      |           |
| 2005 - 2014 | Charles Bremond | DVD     |           |

## Demografia
| 1962 | 1968 | 1975 | 1982 | 1990 | 1999 | 2008 |
| ---- | ---- | ---- | ---- | ---- | ---- | ---- |
| 42   | 50   | 70   | 94   | 91   | 106  | 90   |

## Ligações exernas
- Aiglun no sítio do Instituto Geográfico Nacional de França
- Aiglun no sítio do Insee
- Aiglun o sítio do Quid
- As comunas mais próximas de Aiglun
- Localização de Aiglun num mapa de França[ligação inativa]
- Mapa de Aiglun no Mapquest